# جفرسون (اورگن)
جفرسون (به انگلیسی: Jefferson) شهری در شهرستان ماریون ایالت اورگن است و در سرشماری سال ۲۰۱۱ میلادی، ۳٬۰۹۸ نفر جمعیت داشته که نسبت به سال ۲۰۱۰، ۱٫۱۹ درصد رشد جمعیت داشته‌است.

## موقعیت جغرافیایی
موقعیت جغرافیایی شهرها و مناطق اطراف به شرح زیر است: